# Lupinus palaestinus
Lupinus palaestinus är en ärtväxtart som beskrevs av Pierre Edmond Boissier. Lupinus palaestinus ingår i släktet lupiner, och familjen ärtväxter. Inga underarter finns listade i Catalogue of Life.

## Bildgalleri

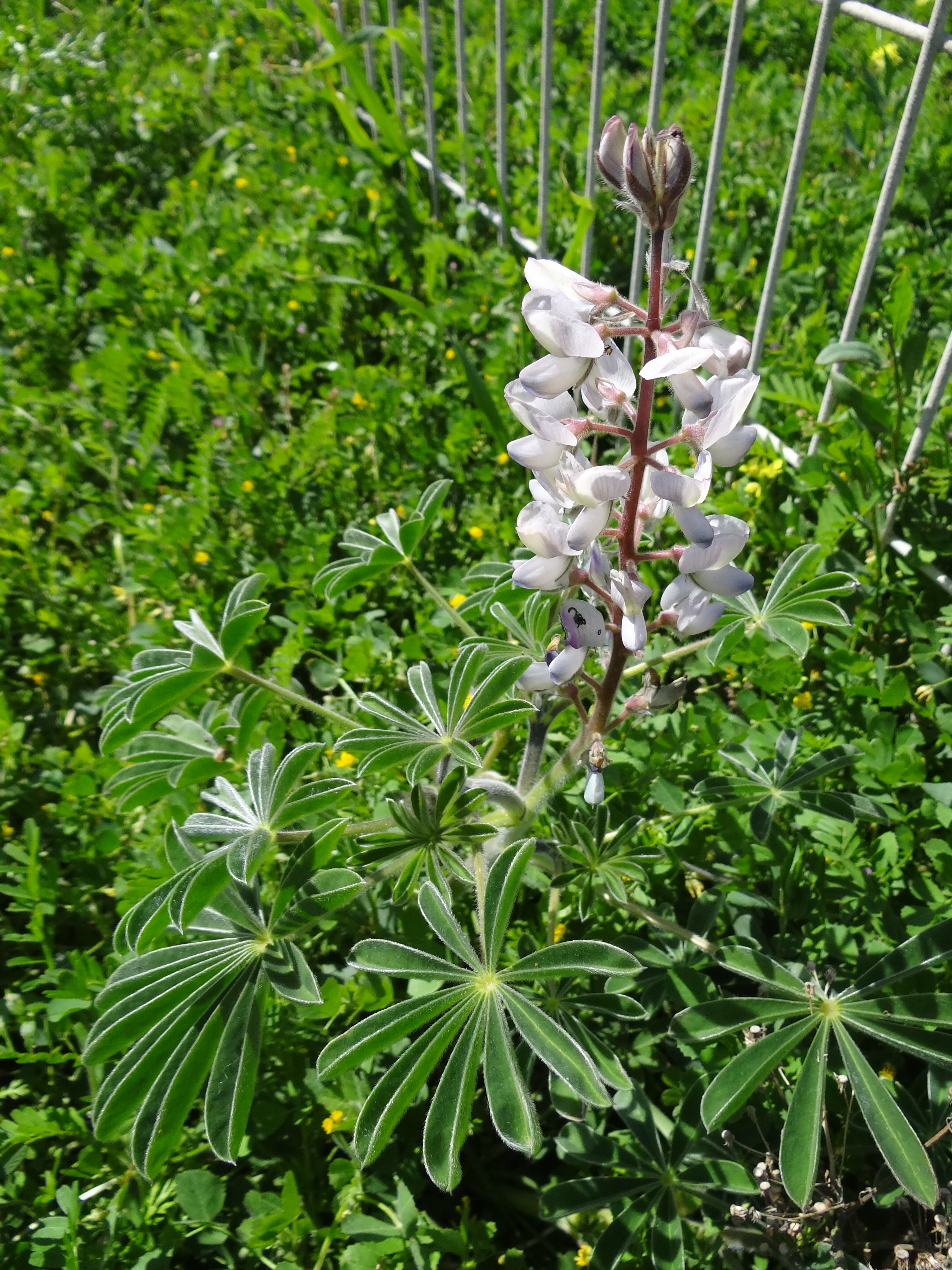
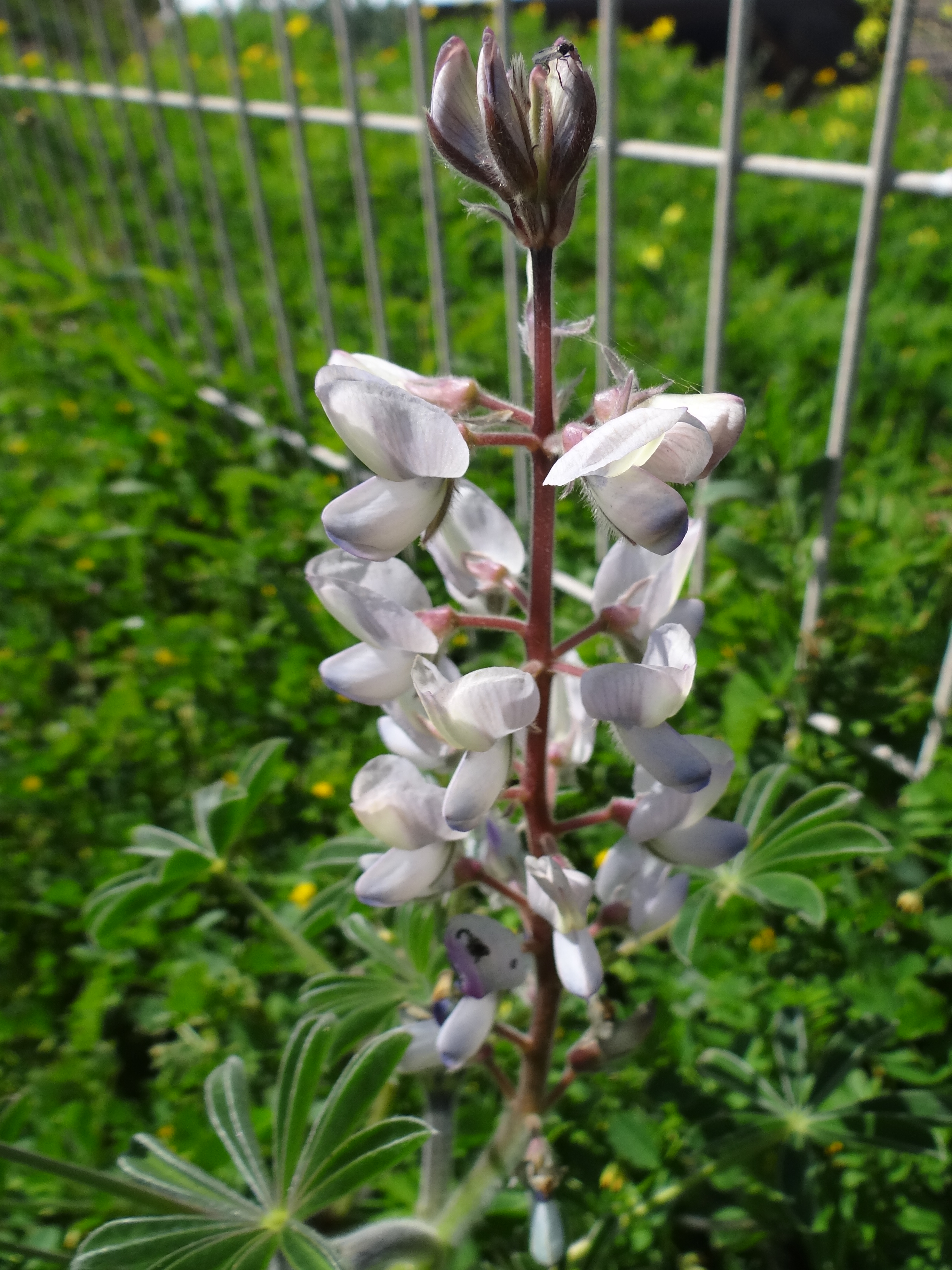
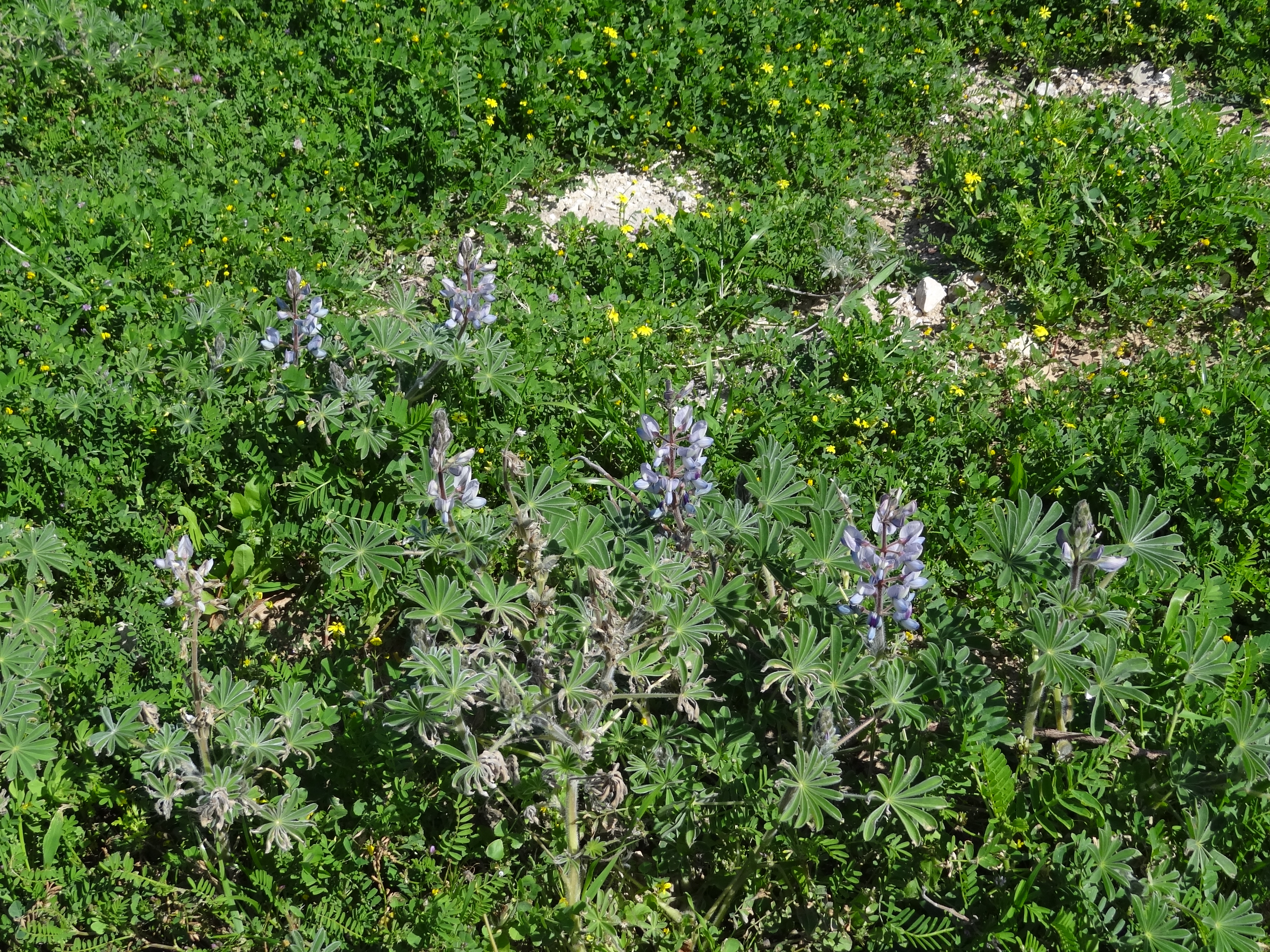
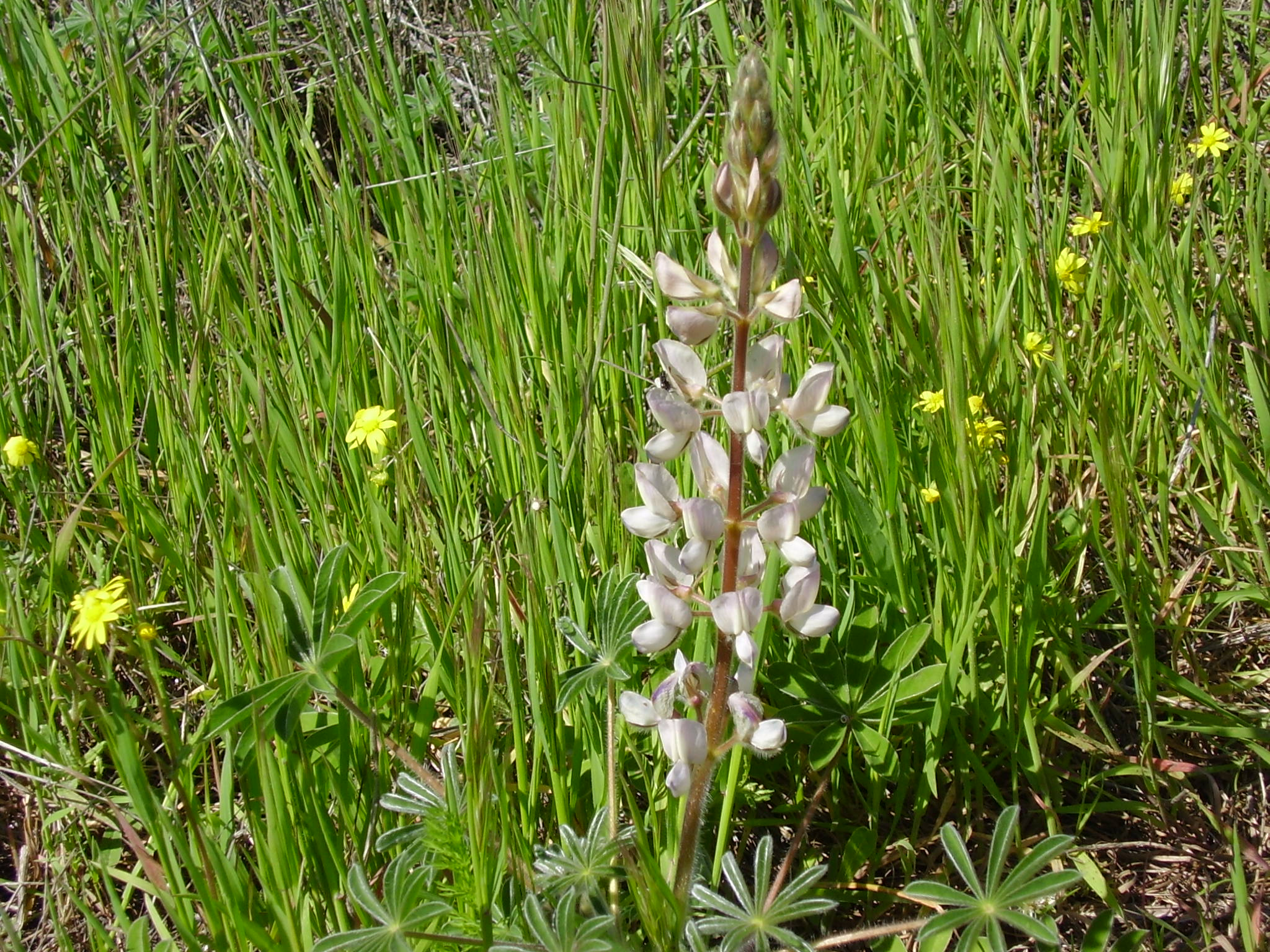